# Teatro Politeama (Palermo)
El Teatro Politeama Garibaldi (con la palabra Politeama se designa un teatro genérico donde se dan representaciones de género variado, y por tanto es incorrecto utilizarla para referirse de manera específica a este Teatro) es un teatro situado en la Piazza Ruggero Settimo (llamada usualmente Piazza Politeama) en el centro de Palermo, Italia. Su nombre deriva del griego πολι («muchos») y θεάομαι («observar», «mirar»).

## Historia
En 1865 el municipio de Palermo decidió la construcción del Politeama. Al ser su coste superior a la cifra prevista, se pusieron en contacto con el banquero Carlo Galland, quien se comprometió a construir además de «tres mercados según los diseños del arquitecto Damiani y a construir, en el local que indicará el Ayuntamiento, un Politeama según el plano y los diseños preparados por el Departamento Técnico del Ayuntamiento» (Capitolato di convenzione tra il Municipio e il Sig. Carlo Galland, piemontese, per la costruzione dei mercati e Teatro, 1866). El concurso interno lo ganó Giuseppe Damiani Almeyda y los primeros diseños del proyecto se presentaron a mediados de 1866 y ya en enero de 1867 estaban en curso las obras de excavación. La construcción del Politeama tiene un inicio apresurado con muchas zonas oscuras, que solo se pueden esclarecer con el conocimiento de los complejos acontecimientos políticos municipales.
En 1869 y 1870 surgieron problemas entre el Ayuntamiento y la empresa Galland, pero se decidió continuar la obra, aunque eliminando todas las obras decorativas. Además, las obras habían estado cerradas durante algún tiempo para hacer pruebas sobre las condiciones estáticas del edificio. Al encontrarse todo en perfecto estado se reabrió y continuaron las obras.

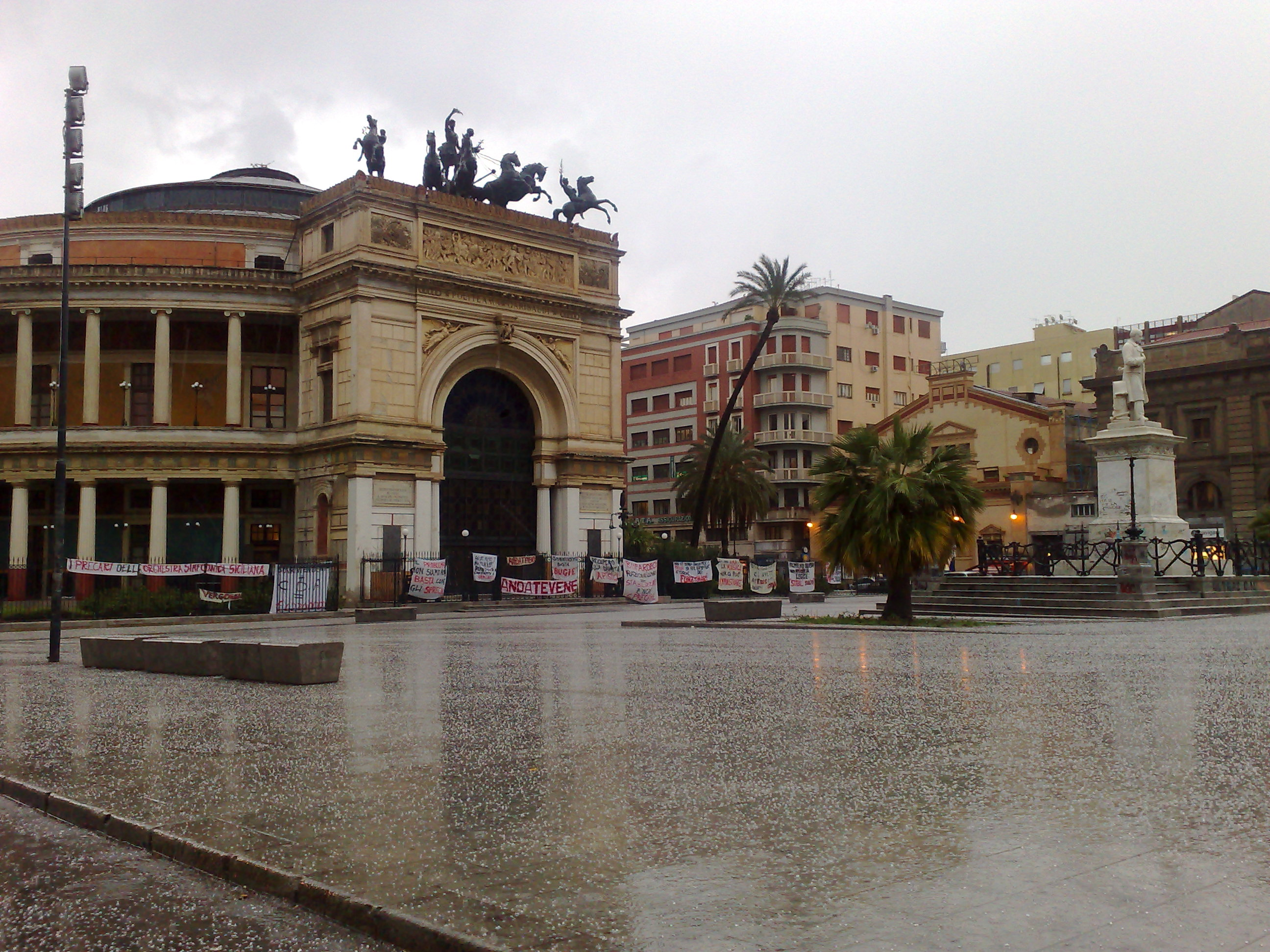
El teatro y la Piazza Ruggiero Settimo.

El teatro se había proyectado originalmente como un teatro diurno al aire libre, pero en un segundo momento se decidió realizar una cubierta. En junio de 1874 se inauguró aunque aún estaba incompleto y sin cubierta, y la primera representación fue Capuletos y Montescos de Vincenzo Bellini. La cubierta, considerada para la época una gran obra de ingeniería, fue realizada en metal por la Fonderia Oretea en noviembre de 1877. Las últimas obras decorativas se realizaron en 1891 con ocasión de la gran Exposición Nacional que se celebraba ese año en Palermo.
Desde 1910 hasta diciembre de 2006 el Ridotto del teatro albergó la Galería de arte moderno de Palermo, que posteriormente se trasladó al Palazzo Bonet.
En 2000, con ocasión de la reunión del G8 celebrada en la ciudad, se restauraron las decoraciones pompeyanas polícromas de los pórticos. Desde 2001 el teatro es la sede de la Orquesta Sinfónica Siciliana. A partir de verano de 2011 empezaron las obras de restauración de la fachada posterior del teatro.

## Descripción

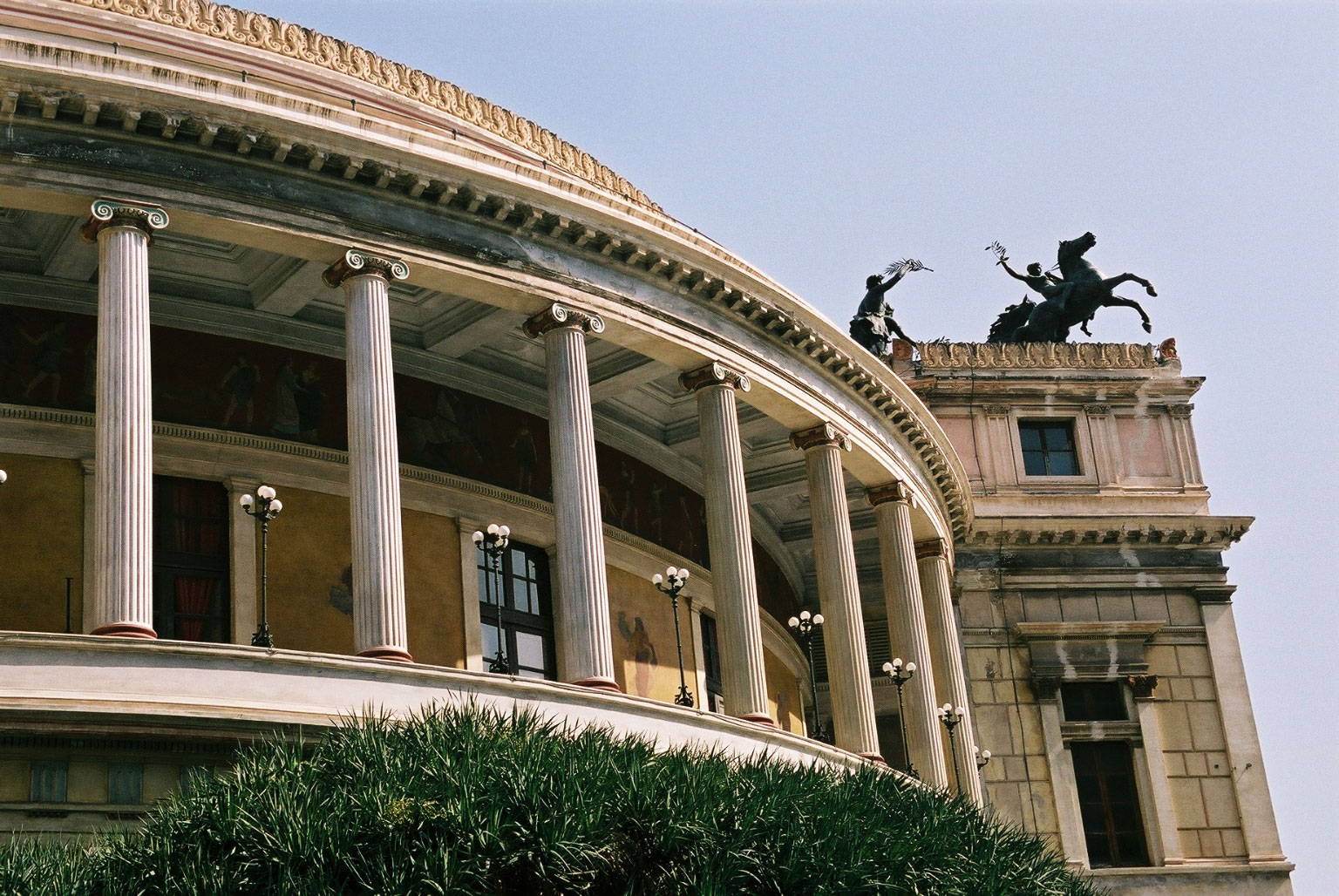
Detalle de la columnata.

La obra propone simetrías con concisión expositiva en sinergia con los equilibrios neoclásicos característicos de los arcos de triunfo napoleónicos, con grupos de caballos rampantes de bronce colocados en la entrada del edificio.
Giuseppe Damiani Almeyda se inspiró en los modelos del clasicismo académico en boga a finales del siglo XIX. Según Antonella Mazzamuto, «la tipología adoptada en el Politeama Garibaldi es la del teatro-circo, en la cual sin embargo la forma semicilíndrica de la fachada esconde una sala de herradura con dos órdenes de palcos y una profunda arcada. Es una solución que recuerda al primer Hoftheater de Gottfried Semper, construido en Dresde, donde la forma semicircular de la fachada frontal contiene todavía una sala de tipo tradicional».
La arquitectura del Politeama – subraya Mazzamuto – se basa, además, «en el proyecto teórico de teatro de Durand que había canonizado la recuperación del monumento histórico: el anfiteatro romano. Damiani Almeyda no adopta los tres órdenes de arcadas del Coliseo, como hace Durand, sino un doble orden con entablamento, según modalidades inspiradas en la arquitectura pompeyana».
El valor de esta construcción está en la exaltación de la función social del edificio como «teatro del pueblo» con la enorme sala de herradura (que en 1874 podía albergar cinco mil espectadores) con dos filas de palcos, dominada por una gran galería articulada en dos órdenes.
La entrada está constituida por un arco de triunfo coronado por la cuadriga de bronce de Apolo, obra de Mario Rutelli, acompañada por una copia de caballos de bronce de Benedetto Civiletti.

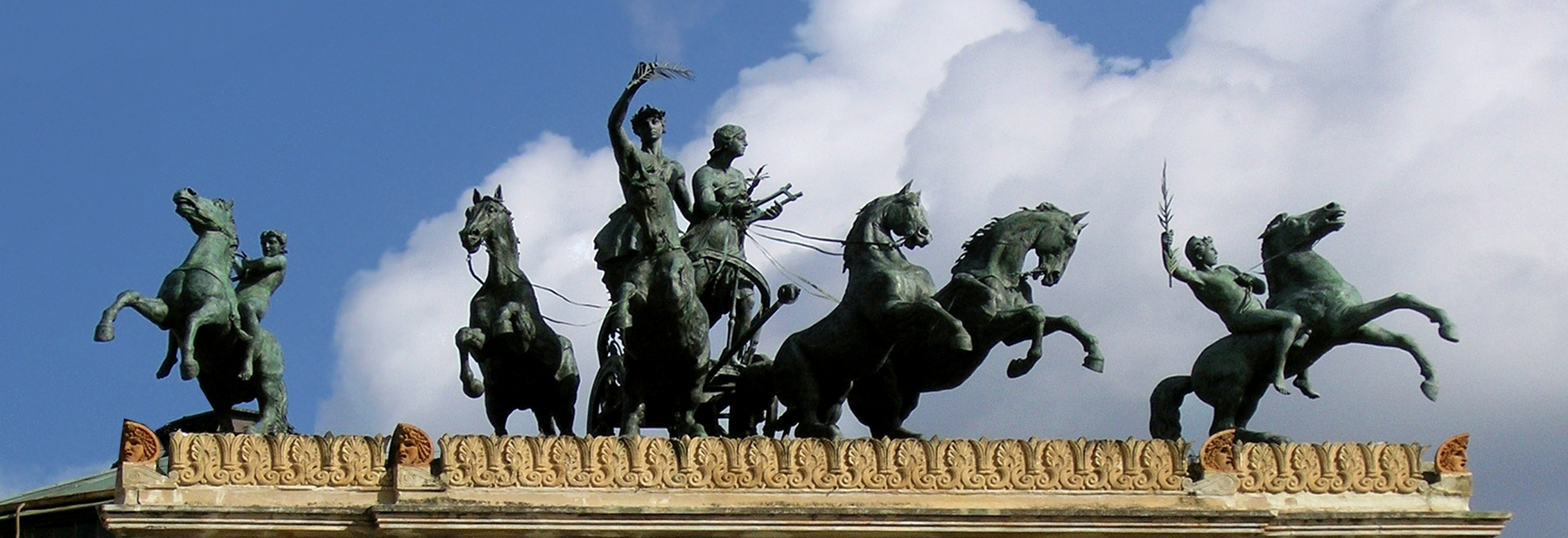
Cuadriga de bronce en el Teatro Politeama, con Apolo, dios de la música, y Euterpe, musa de la lírica.